# 잔지바르갈라고
잔지바르갈라고(Paragalago zanzibaricus)는 갈라고과에 속하는 영장류의 하나이다. ‘잔지바르부시베이비’, ‘우드중와부시베이비’, ‘마툰두난쟁이갈라고’라고도 부른다. 다 자라면 몸무게는 보통 100~300그램이며, 몸 길이는 34-39.5 cm정도 된다. 갈라고 중 다른 종들처럼, 이들의 먹이는 주로 과일로 구성되어 있다.

## 아종
2종의 아종이 있다.
- P. z. zanzibaricus - 잔지바르에 서식
- P. z. cocos - 탄자니아 본토 서식